# Cross-River-Gorilla
Der Cross-River-Gorilla (Gorilla gorilla diehli) ist eine der beiden Unterarten des Westlichen Gorillas aus der Primatenfamilie der Menschenaffen (Hominidae). Er stellt die nordwestlichste und mit nur wenigen hundert Tieren eine der am stärksten bedrohten Gorillapopulationen dar. 

## Merkmale
Vom Westlichen Flachlandgorilla, der zweiten Unterart des Westlichen Gorillas, unterscheidet er sich im Bau des Schädels und der Zähne. So hat der Cross-River-Gorilla schmalere Zähne, einen schmaleren Gaumen und einen kürzeren Schädel. Abmessungen an einem einzelnen Tier deuten an, dass er auch kürzere Hände und Füße haben könnte, obwohl er sich ansonsten in der Größe und der Länge der Gliedmaßen nicht von der zweiten Unterart unterscheidet.

## Verbreitung
Cross-River-Gorillas kommen ausschließlich in der Grenzregion zwischen Nigeria und Kamerun vor und sind nach dem dort verlaufenden Fluss Cross River benannt. Sie sind damit die nordwestlichste Gorillapopulation und 250 bis 260 Kilometer vom Verbreitungsgebiet der Westlichen Flachlandgorillas getrennt. Im 19. Jahrhundert umfasste das von der Art bewohnte Gebiet etwa 22.000 km², heute ist es noch 4000 km² groß. Innerhalb dieses Gebietes kommen sich untereinander austauschende Populationen der Art an elf verschiedenen Orten vor, die zusammen eine Fläche von nur 400 km² haben. Im Gegensatz zum Westlichen Flachlandgorilla bewohnen Cross-River-Gorillas nicht tiefer gelegene Wälder, sondern nur noch Bergregionen mit submontanen Wäldern bis 2000 Meter Höhe. Nur gelegentlich wechseln sie in das Tiefland zwischen den Hügeln. Die durchschnittliche jährliche Regenmenge im Verbreitungsgebiet liegt bei 1800 bis 4500 mm, die Minimaltemperatur liegt bei 14 bis 25 °C, die Maximaltemperatur bei 24 bis 36 °C.

## Lebensweise
Über die Lebensweise ist nur wenig bekannt. Die Affen leben in Familiengruppen, die in den meisten Fällen aus weniger als 6 Tieren bestehen. Nur aus den Afi Mountains ist eine große Gruppe mit etwa 20 Individuen bekannt. Das Verbreitungsgebiet des Cross-River-Gorillas ist durch deutlich ausgeprägte Jahreszeiten geprägt. Die Tiere bevorzugen reife Früchte, aber während der vier bis fünf Monate dauernden Trockenzeit stehen diese weniger zur Verfügung und die Gorillas ernähren sich mehr von Blättern, Schösslingen, Mark und Borke. In den Afi Mountains im nigerianischen Teil des Verbreitungsgebietes sind die Blätter von Landolphia in der Trockenzeit ein Grundnahrungsmittel für die Affen.

## Systematik
Systematisch wurden sie bei ihrer Entdeckung 1904 zunächst als eigene Art beschrieben (Gorilla diehli), später wurden sie einfach als Population des Westlichen Flachlandgorillas geführt. Untersuchungen an Museumsexemplaren durch Esteban E. Sarmiento und John F. Oates im Jahr 2001 kamen schließlich zu dem Ergebnis, dass es sich aufgrund der morphologischen Unterschiede um eine eigene Unterart handelt.
Der Unterartzusatz im wissenschaftlichen Namen ehrt einen Herr Diehl, der bei der Kolonialverwaltung in Kamerun angestellt war.

Der länderübergreifenden Biosphärenkorridor an der Grenze zwischen Nigeria und Kamerun mit den Schutzgebieten für den Cross-River-Gorilla im Norden.

## Gefährdung
Die Gesamtpopulation der Cross-River-Gorillas wird auf 250 bis 300 Tiere geschätzt, die IUCN listet sie als „vom Aussterben bedroht“ (critically endangered). Ihr Verbreitungsgebiet ist auf rund zehn kleine Regionen aufgesplittert, die rund 8000 km² umfassen, wobei die Tiere in den meisten davon keinen gesetzlichen Schutz genießen. In Nigeria betrifft dies die Gebiete auf dem Obudu-Plateau. Die Zerstörung ihres natürlichen Lebensraumes und die Bejagung stellen die Hauptbedrohung dar, auch wenn inzwischen Bestrebungen laufen, einige der Lebensräume der Cross-River-Gorillas in Schutzgebiete umzuwandeln. Dies betrifft die Gebiete in den Afi Mountains und Mbe Mountains. In diesen Projekten wird versucht, die lokale Bevölkerung für den Schutz der Gorillas zu gewinnen.
Zum Schutz der Cross-River-Gorillas haben die Regierungen Kameruns und Nigerias den Takamanda-Nationalpark und den Cross-River-Nationalpark eingerichtet.
2011 und 2013 wurden von der Zentralafrikanischen Zentralbank Silbermünzen mit dem Abbild des Cross-River-Gorillas in Umlauf gebracht. Sie haben einen Nominalwert von 1.000 Francs CFA und wurden in einer limitierten Stückzahl von jeweils 888 Stück aufgelegt.